# Arnaud Imhoff
Arnaud Imhoff, né le 15 avril 1993 à Colmar, est un joueur de basket-ball professionnel français, évoluant au poste de meneur de jeu. Formé à Strasbourg, il a joué en Pro B, dans le club du BC Souffelweyersheim, puis en N1, au GET Vosges tout d'abord puis à l'Union Tarbes-Lourdes. Il porte désormais les couleurs du Pays des Olonnes (N1).

## Jeunesse
Arnaud Imhoff fait ses premiers pas à l'ASL Dessenheim (Haut-Rhin), club avec lequel il va être champion du Haut-Rhin poussins en 2002 en disposant de Riedisheim où évoluait alors Hugo Invernizzi, également devenu professionnel par la suite. A la rentrée 2006 il rejoint le club de l'Électricité de Strasbourg, puis Strasbourg Illkirch-Graffenstaden Basket (SIG) en centre de formation.

## Formation

### Équipes jeunes
Durant son aventure avec la SIG, il fut finaliste du Championnat de France Cadets, de la Coupe de France Cadets ainsi que demi-finalistes de la Coupe de France amateurs. Il sera consacré meilleur meneur espoir du Championnat de France Pro A de basket-ball masculin en 2014.
Durant ses années de formation, il fut pré sélectionné en équipe de France U20.

### Équipe fanion
Au cours de ces sept saisons de formations à la SIG, il dispute trois puis quatre rencontres lors des saisons 2012-2013 et 2013-2014, saisons où la SIG échoue par deux fois en finale du championnat de France, ainsi qu'une rencontre d'Euroligue, face à Milan, lors de l'Euroligue 2014 et en Leaders Cup de basket-ball,.

## Parcours professionnel
Il signe son premier contrat professionnel à l'orée de la saison 2014-2015 avec le club du BC Souffelweyersheim, à 21 ans. Il disputera avec le club alsacien la finale de la Leaders Cup Pro B, perdue face à Antibes. Il s'engage pour la saison 2015-2016 avec le GET Vosges (Nationale 1) mais dès le début de saison il est indisponible en raison d'une hernie discale. Le championnat commence sans lui et c'est Charly Pontens en provenance de Hyères-Toulon (Pro B) qui le remplace. Après être revenu pour la fin de saison et les playoffs, il s'engage pour l'Union Tarbes-Lourdes Pyrénées Basket (2016-2017), à nouveau en Nationale 1 afin de rebondir après s'être remis de ses blessures.
Depuis 2017, Arnaud Imhoff joue pour Les Sables Vendée Basket, aidant le club à monter en Nationale 1 pour la première fois de son histoire.